# Eulali I
Eulali I  (* ha. 380 ? ? ha. 450). Antipapa d'origen romà en oposició al Papa Bonifaci I entre el 27 de desembre de 418 i el 3 d'abril de 419.
A la mort del papa Zòsim I, el clergat romà es va dividir en triar al que hauria de ser el seu successor, ja que mentre una part d'ells van triar a Bonifaci I un grup de diaques descontents recolzats per Simac, el prefecte de Roma, va optar per triar al diaca Eulali.
En no solucionar-se el conflicte entre els dos bàndols, es va requerir a l'emperador Flavi Honori perquè intervingués en la disputa. L'emperador va convocar un sínode, convertint-se amb això en el primer emperador que va intervenir activament en una elecció papal. La presència dels aspirants en Roma i els conflictes que a la ciutat van provocar els partidaris de l'un i l'altre van fer que el sínode no arribés a una decisió pel que l'emperador va ordenar la celebració d'un segon sínode ordenant que tots dos candidats s'allunyessin de Roma. Aquest segon sínode va confirmar en el tron papal a Bonifaci I.
Eulali va acceptar la decisió del sínode retirant-se a Nepi d'on, posteriorment, sota el pontificat de Celestí I, va ser nomenat bisbe, exercint aquesta dignitat fins a la seva mort.